# يوم آخر في موت أمريكا
يوم آخر في موت أمريكا: وقائع عشر حيوات قصيرة هو كتاب واقعي صدر عام 2016 للصحفي والكاتب البريطاني غاري يونج. يُركز الكتاب على قصص 10 أطفال ومراهقين أمريكيين، تتراوح أعمارهم بين 9 و19 عامًا، قُتلوا بسبب أعمال عنف مسلح في غضون 24 ساعة يوم 23 نوفمبر 2013.           يتتبع الكتاب حياة ووفيات جايدن ديكسون وكينيث ميلز تاكر  وستانلي تايلور  وبيدرو كورتيز  وتايلر دان  وإدوين راجو  وصامويل برايتمون  وتايشون أندرسون   وغاري أندرسون  وجوستين هينانت. 
يستكشف يونج كيف وثقت الوفيات على إنها طبيعية وفقًا للمعايير الأمريكية - حيث لم تُنشر أي من القصص في الأخبار الوطنية - ولكنها ليست طبيعية وفقًا للمعايير المتحضرة. نُشر الكتاب عن طريق كتب الأمة.

## الفيلم
اعتبارًا من عام 2016، انضم ديفيد أويلوو لطاقم تمثيل الفيلم المقتبس من الكتاب.  حاليًا لا يوجد تاريخ إصدار للفيلم.

## الاستقبال
كتبت جيليان سلوفو في مراجعتها لصحيفة الغارديان: القصص التي كشفها يونج غالبًا ما تكون مثيرة لكنه يرويها دون مبالغة ويرافقها بتحليل يكشف حقيقة كونك أسودًا وفقيرًا في أمريكا.  أنهت سلوفو مراجعتها بكتابة، على الرغم من رباطة جأش كتاباته، هناك شغف في إدانة يونج للنظام الذي يجعل الفقراء والسود في أمريكا غير مرئيين. وفي إلقاء الضوء على قصص بعض هؤلاء الأشخاص ومجتمعاتهم" وصفت  مارجريت بوسبي في صحيفة صنداي تايمز الكتاب بأنه مؤثر للغاية، قائلة أيضًا: يضفي يونغ طابعًا إنسانيًا على الإحصائيات بشكل واضح، ويكتشف كل ما في وسعه عن كل طفل ، ويحاول التواصل مع عائلات وأصدقاء الضحايا، لإعطاء سياق لما أوصلهم إلى تلك النقطة القاتلة... قد لا يكون هذا كتابًا يجعلك تقلب صفحاته بلهفة، فقط لأنك قد تحتاج إلى تركه جانبًا لالتقاط أنفاسك وتنظيم مشاعرك كقصة مفجعة تتبع أخرى.  من بين التأييدات الأخرى، صرحت نعومي كلاين : "هذا هو تحفة غاري يونغ. لن تقرأ أبدًا التقارير الإخبارية عن العنف المسلح بنفس الطريقة مرة أخرى. وأنه قام بالإبلاغ عنها ببراعة ساخطة بهدوء ومؤثرة تمامًا كتاب يمكن قراءته بالدموع. 

## الروابط الخارجية
- مقابلة بعد الكلمات مع غاري يونج في يوم آخر في موت أمريكا ، 26 تشرين الثاني (نوفمبر) 2016.